# Isla Lesser Mackellar
La isla Lesser Mackellar (66°58′S 142°39′E / -66.967, 142.650) es una isla pequeña que se encuentra inmediatamente al noreste de la isla Greater Mackellar en las islas Mackellar en la Antártida, se encuentra a 3.2 km al norte de cabo Denison en el centro de la bahía Commonwealth. 
Fue descubierta y nombrada por la Expedición Antártica Australiana (1911–1914) al mando de Douglas Mawson. El nombre hace referencia a su tamaño menor que el de la Isla Greater Mackellar.

## Reclamación territorial
La isla es reclamada por Australia como parte del Territorio Antártico Australiano, pero esta reclamación está sujeta a las disposiciones del Tratado Antártico.